# Liga MX
Primera División de México este un campionat de fotbal din zona CONCACAF. Sezonul este împărțit în Apertura (toamna) și Clasura (primăvara).

## Echipe
| Club              | Poziția în Clausura 2025 | Primul sezon în Liga MX | Total sezoane | Primul sezon al actualei perioade în Liga MX | Sezoane consecutive | Titluri | Ultimul titlu     |
| ----------------- | ------------------------ | ----------------------- | ------------- | -------------------------------------------- | ------------------- | ------- | ----------------- |
| América           | 2                        | 1943–44                 | 111           | 1943–44                                      | 111                 | 16      | Apertura 2024     |
| Atlas             | 14                       | 1943–44                 | 108           | 1979–80                                      | 74                  | 3       | Clausura 2022     |
| Atlético San Luis | 15                       | 2019–20                 | 10            | 2019–20                                      | 10                  | 0       | –                 |
| Cruz Azul         | 3                        | 1964–65                 | 90            | 1964–65                                      | 90                  | 9       | Guardianes 2021   |
| Guadalajara       | 11                       | 1943–44                 | 111           | 1943–44                                      | 111                 | 12      | Clausura 2017     |
| Juárez            | 9                        | 2019–20                 | 10            | 2019–20                                      | 10                  | 0       | –                 |
| León              | 6                        | 1944–45                 | 87            | 2012–13                                      | 24                  | 8       | Guardianes 2020   |
| Mazatlán          | 16                       | 2020–21                 | 8             | 2020–21                                      | 8                   | 0       | –                 |
| Monterrey         | 7                        | 1945–46                 | 96            | 1960–61                                      | 94                  | 5       | Apertura 2019     |
| Necaxa            | 5                        | 1951–52                 | 81            | 2016–17                                      | 16                  | 3       | Invierno 1998     |
| Pachuca           | 8                        | 1967–68                 | 62            | 1998–99                                      | 52                  | 7       | Apertura 2022     |
| Puebla            | 17                       | 1944–45                 | 91            | 2007–08                                      | 34                  | 2       | 1989–90           |
| Querétaro         | 12                       | 1990–91                 | 40            | 2009–10                                      | 30                  | 0       | –                 |
| Santos Laguna     | 18                       | 1988–89                 | 64            | 1988–89                                      | 64                  | 6       | Clausura 2018     |
| Tijuana           | 13                       | 2011–12                 | 26            | 2011–12                                      | 26                  | 1       | Apertura 2012     |
| Toluca            | 1                        | 1953–54                 | 101           | 1953–54                                      | 101                 | 10      | Bicentenario 2010 |
| UANL              | 4                        | 1974–75                 | 77            | 1997–98                                      | 54                  | 8       | Clausura 2023     |
| UNAM              | 10                       | 1962–63                 | 92            | 1962–63                                      | 92                  | 7       | Clausura 2011     |

## Sponsorul și producătorul de echipamente
| Echipă            | Producător   | Din         | Sponsorul tricoului   | Sponsori secundari              |
| ----------------- | ------------ | ----------- | --------------------- | ------------------------------- |
| América           | Nike         | Din 2001-02 | Bimbo                 | Powerade                        |
| Atlante           | Kelme        | Din 2010-11 | Cancún                | Riviera Maya/ADO                |
| Atlas             | Atletica     | Din 2006-07 | Lubricantes Akron     | Coca-Cola/Corona/Aeroméxico     |
| Guadalajara       | Reebok       | Din 2002-03 | Bimbo                 | Toyota/Pepsi                    |
| Cruz Azul         | Umbro        | Din 2002-03 | Cemento Cruz Azul     | Telcel/Powerade                 |
| Jaguares          | Atletica     | Din 2002-03 | Banco Azteca          | Farmacias del Ahorro/Coca Cola  |
| Monarcas Morelia  | Atletica     | Din 1997-98 | Roshfrans             | Elektra/Sol/Cinépolis           |
| Monterrey         | Nike         | Din 2007-08 | Bimbo                 | Carta Blanca/Bancomer/Kir       |
| Necaxa            | Atletica     | Din 2010-11 | Caja Popular Mexicana | Corona/ETN                      |
| Pachuca           | Nike         | Din 2010-11 | Gamesa                | Office Depot/Pepsi/Michellin    |
| Puebla FC         | Kappa        | Din 2010-11 | Volkswagen            | Corona/Elektra/Clemente Jacques |
| Querétaro         | Pirma        | Din 2005-06 | Kellogg's             | Coca Cola/Cablecom              |
| San Luis          | Atlética     | Din 2010-11 | Caja Popular Mexicana | Telcel/Clorets/ETN              |
| Santos Laguna     | Atletica     | Din 2004-05 | Soriana               | Corona/Grupo Peñoles/Lala       |
| Toluca            | Under Armour | Din 2010-11 | Banamex               | Corona/Coca Cola                |
| Estudiantes Tecos | Under Armour | Din 2009-10 | Riviera Nayarit       | Guadalajara 2011                |
| Tigres UANL       | Adidas       | Din 2006-07 | Cemex                 | Carta Blanca/Coca Cola          |
| UNAM              | Puma         | Din 2009-10 | Banamex               | Herbalife/Telcel/Cablevision    |

### Titluri după echipă
| Club                  | Campionate | Vice-campioane | Ani |
| --------------------- | ---------- | -------------- | --- |
| América               | 16         | 10             | 1965–66, 1970–71, 1975–76, 1983–84, 1984–85, PRODE 85, 1987–88, 1988–89, Verano 2002, Clausura 2005, Clausura 2013, Apertura 2014, Apertura 2018, Apertura 2023, Clausura 2024, Apertura 2024 |
| Guadalajara           | 12         | 10             | 1956–57, 1958–59, 1959–60, 1960–61, 1961–62, 1963–64, 1964–65, 1969–70, 1986–87, Verano 1997, Apertura 2006, Clausura 2017                                                                    |
| Toluca                | 10         | 8              | 1966–67, 1967–68, 1974–75, Verano 1998, Verano 1999, Verano 2000, Apertura 2002, Apertura 2005, Apertura 2008, Bicentenario 2010                                                              |
| Cruz Azul             | 9          | 12             | 1968–69, México '70, 1971–72, 1972–73, 1973–74, 1978–79, 1979–80, Invierno 1997, Guardianes 2021                                                                                              |
| León                  | 8          | 7              | 1947–48, 1948–49, 1951–52, 1955–56, 1991–92, Apertura 2013, Clausura 2014, Guardianes 2020 |
| U.A.N.L.              | 8          | 6              | 1977–78, 1981–82, Apertura 2011, Apertura 2015, Apertura 2016, Apertura 2017, Clausura 2019, Clausura 2023                                                                                    |
| U.N.A.M.              | 7          | 8              | 1976–77, 1980–81, 1990–91, Clausura 2004, Apertura 2004, Clausura 2009, Clausura 2011 |
| Pachuca               | 7          | 4              | Invierno 1999, Invierno 2001, Apertura 2003, Clausura 2006, Clausura 2007, Clausura 2016, Apertura 2022                                                                                       |
| Santos Laguna         | 6          | 6              | Invierno 1996, Verano 2001, Clausura 2008, Clausura 2012, Clausura 2015, Clausura 2018 |
| Monterrey             | 5          | 7              | México '86, Clausura 2003, Apertura 2009, Apertura 2010, Apertura 2019 |
| Atlante †             | 3          | 4              | 1946–47, 1992–93, Apertura 2007 |
| Necaxa                | 3          | 3              | 1994–95, 1995–96, Invierno 1998 |
| Puebla                | 2          | 2              | 1982–83, 1989–90 |
| Zacatepec †           | 2          | 1              | 1954–55, 1957–58 |
| Veracruz              | 2          | 0              | 1945–46, 1949–50 |
| Oro †††               | 1          | 5              | 1962–63 |
| Morelia               | 1          | 3              | Invierno 2000 |
| Atlas                 | 1          | 3              | 1950–51 |
| Tampico Madero †      | 1          | 2              | 1952–53 |
| U.A.G. ††             | 1          | 1              | 1993–94 |
| Real España ††††      | 1          | 1              | 1944–45 |
| Tijuana               | 1          | 0              | Apertura 2012 |
| Asturias ††††         | 1          | 0              | 1943–44 |
| Marte ††††            | 1          | 0              | 1953–54 |
| U.D.G. †              | 0          | 3              | |
| Querétaro             | 0          | 1              | |
| Neza ††††             | 0          | 1              | |
| Atlético Celaya ††††  | 0          | 1              | |
| Atlético Español †††† | 0          | 1              | |
| San Luis ††††         | 0          | 1              | |

† Echipe în prezent în Ascenso MX 

†† Echipe în prezent în Liga Premier 

††† Echipe în prezent în Amateur Levels 

†††† Echipe desființate